# Glossario chimico
Questa lista è suscettibile di variazioni e potrebbe essere incompleta o non aggiornata.

Il presente glossario contiene termini usati nel campo della chimica.
Se cerchi un elenco di tutte le voci riguardanti la chimica, consulta la Categoria:Chimica.

## A
Acido
Qualsiasi sostanza che sia in grado di legare a sé specie chimiche e privarle di uno o più elettroni. 

Secondo la teoria classica, qualsiasi composto in grado di rilasciare uno o più protoni quando disciolto in una soluzione.
Addizione nucleofila
Reazione chimica in cui si lega tramite legame covalente una specie chimica (detta nucleofilo) ad un composto organico presentante legami π.
Addolcimento
Rimozione di ioni di metalli alcalini dall'acqua, per diminuirne la durezza.
Adsorbimento
Processo in cui un materiale solido lega per via chimica o elettrostatica delle specie chimiche (atomi, molecole o ioni) di un composto fluido (gas o liquido) alla sua superficie.
Aerosol
Soluzione in cui particelle di un solido o di un liquido sono disciolte in un gas.
Alcalinità
Tasso di ioni di metalli alcalini presenti in cui una soluzione.
Alchilazione
Reazione di addizione in cui vengono legate a molecole organiche altre molecole di idrocarburi a catena (addizione elettrofila).
Allotropo
Una sostanza avente la medesima composizione chimica di un'altra ma con struttura cristallina diversa.
Amalgama
Anfifilico
Anfiprotico
Anfotero
Dicesi di un composto chimico avente in alcune situazioni un comportamento acido ed in altre un comportamento basico.
Anione
Detto anche ione negativo; specie chimica dotata di carica negativa.

Il nome deriva dal fatto che se esposto a corrente elettrica, si dirige a gran velocità (migra) verso l'anodo.

## B
Base
Qualsiasi specie chimica in grado di cedere ad un'altra uno o più elettroni.

Secondo la teoria classica, qualsiasi composto in grado di rilasciare uno o più ioni ossidrile quando disciolto in soluzione.
Brix
Unità di misura (simbolo Bx) che indica la quantità di particelle di soluto solido in una soluzione liquida, espresso in grammi di soluto ogni cento di solvente.
```
1 Bx = 1/100 grammi di soluto in grammi di solvente.
```

Butirrato
Sale o anione derivato dall'acido butirrico, di formula CH3(CH2)2COO-.

## C
- Combustibile
- Colloide
- Comburente
- Combustione
- Concentrazione
- Cristallo

## D
Deflagrazione
Processo in cui una sostanza brucia (a velocità subsonica) e per conduttività termica trasferisce parte del calore di reazione al resto delle particelle che la costituiscono, permettendo al processo di combustione di continuare.
Deidrogenazione
Processo chimico in cui un composto organico perde atomi di idrogeno, favorendo la formazione di doppi legami nella molecola.
Denaturazione
Aggiunta di sostanze denaturanti ad una prima sostanza pura in modo da renderla utilizzabile solo per determinati scopi ed inutilizzabile per altri.
Denaturazione del DNA
Suddivisione per via termica o chimica dei due filamenti nucleotidici che costituiscono la spirale del dsDNA.
Denaturazione delle proteine
Reazione chimica indotta in cui una proteina modifica la propria struttura spaziale, rendendo attivi o disattivando alcuni suoi gruppi funzionali, cosa che porta a reazioni secondarie come l'aggregazione delle proteine denaturate.
Detonazione
Diffrazione
Doppietto elettronico

## E
- Elastomero
- Elettrofilo
- Elettronegatività
- Elio-4
- Eme
- Emulsione
- Enantiomero
- Esplosione
- Esplosivo
- Evaporatore

## F
Fluorescenza
Proprietà di alcuni materiali di assorbire radiazione elettromagnietica ad una determinata lunghezza d'onda e di riemetterla a lunghezza d'onda maggiore.
Fosforescenza
Fenomeno radioattivo in cui l'elettrone di un atomo viene eccitato da un corpuscolo particellare, saltando in un orbitale a energia maggiore. Quando questo torna allo stato "calmo" emette luce, creando il caratteristico fenomeno di fluorescenza. 
Fossilizzazione
Alterazione chimica dei resti di un organismo, il cui corpo non si decompone ma rimane parzialmente impresso all'interno di un minerale.
Fotolisi
Fenomeno in cui una molecola, assorbendo radiazione elettromagnetica, si scinde.

## I
- Idrofilia
- Idrofobia
- Idroformilazione
- Idrossiapatite
- Igroscopico

## L
- Legame chimico

## O
- ossidazione
- ossigeno

## T
- THF: acronimo di tetraidrofurano, un etere utilizzato come catalizzatore.

## Z
- zero assoluto